# كاميرا وقت-الرحلة

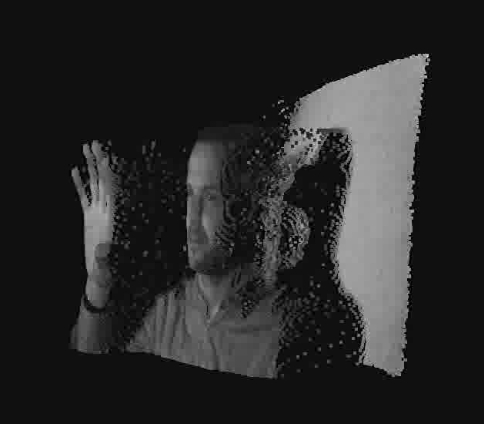
صورة فراغية لوجه شخص حصل عليها باستخدام أحد كاميرات وقت-الرحلة.

كاميرا وقت-الرحلة (بالإنجليزية: time-of-flight camera)‏ هي أحد أجهزة التصوير الفراغي والتي تحصل على المسافة بين الكاميرا والجسم المصور بناء على سرعة الضوء وذلك بقياس وقت الرحلة التي تستغرقها إشارة ضوئية بين الكاميرا والجسم المصور وذلك لكل نقطة من الصورة. تعتبر كاميرا وقت-الرحلة هي أحد الأجهزة التابعة لفئة ليدار بحيث يتم التقاط صورة كاملة للمشهد لكل ومضة ضوئية واحدة، وذلك بخلاف القياس لكل نقطة على حدة في أجهزة ليدار التقليدية.
تتراوح دقة القياس للمسافة بين أجزاء السنتيمتر إلى بضعة سنتيمترات. وعلى خلاف الماسحات الثلاثية الأبعاد فإن هذا النوع من الكاميرات يمكن الحصول على المعلومات بصورة سريعة جدا قد تصل إلى ما يقارب 100 صورة في الثانية.